# Język maba (austronezyjski)
Język maba, także: bicoli (a. bitjoli), ingli – język austronezyjski używany w prowincji Moluki Północne w Indonezji, na wyspie Halmahera. Według szacunków (1984) mówi nim 3–7 tys. osób.
Posługuje się nim grupa etniczna Maba. Jego użytkownicy zamieszkują fragment południowo-wschodniego półwyspu Halmahery (wybrzeże północne, rejon zatoki Buli), a także region Wasilei w pobliżu zatoki Kao. W użyciu jest także język indonezyjski.
Jest blisko spokrewniony z językami patani i buli. „Bicoli” i „ingli” to nazwy zbliżonych etnolektów; G. Maan (1951) stwierdził, że jest to zasadniczo ten sam język, co maba.
W publikacji z 1980 r. zawarto listę słownictwa maba.